# 2020-as romániai parlamenti választások
2020. december 6-án Romániában parlamenti választásokat tartottak. A választáson a Szociáldemokrata Párt (PSD) szerezte a legtöbb szavazatot, de a parlamentben többségbe kerülő jobbközép pártok alakítottak koalíciós kormányt.
| Listavezető           | Marcel Ciolacu                             | Ludovic Orban                             | Dan Barna és Dacian Cioloș                | George Simion és Claudiu Târziu           | Kelemen Hunor                           |
| --------------------- | ------------------------------------------ | ----------------------------------------- | ----------------------------------------- | ----------------------------------------- | --------------------------------------- |
| Párt                  | PSD                                        | PNL                                       | Alianţa 2020 USR-PLUS                     | AUR                                       | RMDSZ/UDMR                              |
| Szavazatok (%)        | 28,9% (Képviselőház) 29,32% (Szenátus)     |                                           |                                           |                                           |                                         |
| Parlamenti mandátumok | Képviselőház: 110 / 330 Szenátus: 47 / 136 | Képviselőház: 93 / 330 Szenátus: 41 / 136 | Képviselőház: 55 / 330 Szenátus: 25 / 136 | Képviselőház: 33 / 330 Szenátus: 14 / 136 | Képviselőház:21 / 330 Szenátus: 9 / 136 |

## Választási rendszer
A román parlament kétkamarás, képviselőházból és szentárusból áll. Az új választási rendszer szerint megyei pártlisták vannak, amelyekről szavazatarányosan kapnak mandátumot a jelöltek. Az ország 41 megyéje mellett Bukarest, a főváros is külön választókerületet képez, a 43. választókerületet pedig a külföldön élő román állampolgárok által megválasztandó törvényhozók számára hozták létre. Csak azok választhatnak, akik állandó vagy ideiglenes lakhellyel rendelkeznek az adott megyében, vagy a fővárosban illetve külföldön. A képviselőháznak 330, a szenátusnak 136 tagja lett. Az indulni kívánó pártoknak előzetesen össze kellett gyűjteniük az adott megye szavazói 1%-ának aláírását.
A bejutási küszöb 5%. A regionális pártok ún. alternatív küszöb révén is mandátumhoz juthatnak, eszerint legalább négy megyében kell a voksok legalább 20%-át megszerezniük a bejutáshoz. Megkönnyítettek a külföldön élők szavazását is.

## Előzmények
A 2016-os választásokat követően a PSD alakított kormányt, azonban 2019-re a szociáldemokraták elsősorban az akkori pártelnök, Liviu Dragnea korrupciós ügyei miatt elvesztették szavazóik jelentős részét, Dragneát 2019 májusában pedig 3 év börtönre ítélték, így ezt követően vezetési válság alakult ki a pártban. Ősszel a koalíció összeomlott, és a Klaus Iohannis államelnök által támogatott Nemzeti Liberális Párt alakított kormányt (kisebbségből), Ludovic Orban vezetésével. Eleinte a terv egy előrehozott parlamenti választás volt, ám ezt végül a koronavírus-járvány megkezdődése keresztülhúzta.
A kormány úgy döntött, hogy a parlamenti választásokat 2020. december 6-án tartják. 2020. szeptember 30-án Călin Popescu-Tăriceanu, a Liberálisok és Demokraták Szövetségének elnöke a Facebookon azt javasolta, hogy a választásokat halasszák el 2021 márciusára. 2020. október 2-án Adrian Dohotaru, a Mentsétek meg Romániát Unió egykori helyettese törvényjavaslatot nyújtott be a Szenátushoz, amelyben javasolta a 2021. március 14-én tartandó parlamenti választásokat, amelyeket a Szociáldemokrata Párt (PSD) támogatott. 2020. október 7-én a PSD első alelnöke, Sorin Grindeanu azt állította, hogy a kormány terve a Covid19-esetek megugrásához vezet. Október 8-án Călin Popescu-Tăriceanu és Victor Ponta sajtótájékoztatón jelentette be, hogy pártjaik megosztott listán indulnak a választásokon egyetlen név alatt: PRO România Social-Liberal.

## Fordítás
Ez a szócikk részben vagy egészben  a(z)   2020 Romanian legislative election című angol Wikipédia-szócikk ezen változatának fordításán alapul.  Az eredeti cikk szerkesztőit annak laptörténete sorolja fel. Ez a jelzés csupán a megfogalmazás eredetét és a szerzői jogokat jelzi, nem szolgál a cikkben szereplő információk forrásmegjelöléseként.